# Abu al-Hassan al-Kharaqani
Abu al-Hassan Ali ibn Ahmad ibn Ja’far ibn Salmān Kharaqāni ou Shaikh Abul-Hassan Kharaqāni [ou Kherqāni] (en persan : شیخ ابوالحسن خرقانی, en turc : Harakani) est l'un des maîtres les plus créatifs du soufisme iranien. Il est né en 352 de l'hégire (963 A.D.) à Kharaqân, village proche de Bastâm dans la région de Khorassan, au nord-est de l'Iran actuel. Il est mort en 425 de l'hégire (1033 A.D.) dans la même localité. Bien qu'ayant été illettré durant toute sa vie, Kharaqâni a pourtant été vénéré par les plus grands maîtres soufis de son époque tels que Abû Saïd ibn Abû l-Khaïr, Abū l-Qāsim al-Qushayrī, Abdallâh Ansârî...
Dans la mystique iranienne et musulmane, son rang est incontestablement parmi les soufis les plus inventifs, les plus créatifs. Apparemment, la confrérie qui a déclaré ses liens avec Kharaqâni en premier lieu est celle des Naqshbandi.
Farid ud-Din 'Attâr de Nishâbur lui consacre un grand chapitre dans son livre Tazkirat ul-Awliyâ, Le mémorial des Saints. Kharaqâni parlait en persan et tous ce qui nous est parvenu par ses dires est en persan, dans le dialecte de Khorassân.
En persan, écrits concernant Kharaqâni ainsi que l'ensemble de ses sentences et aphorismes sont réunis dans un ouvrage rédigé par Mohammad Rezâ Shafi'i Kadkani, professeur à l'université de Téhéran, et intitulé نوشته بر دریا، از میراث عرفانی خرقانی (« Écrits sur la mer, concernant l'héritage mystique de Kharaqân »).
Un des poèmes de Kharaqâni :
 بر همه چیزی کتابت بود مگر بر آب
و اگر گذر کنی بر دریا
از خون خویش
بر آب
کتابت کن
تا آن کز پی تو درآید
داند که
عاشقان و
مستان و
سوختگان رفته اند 
L'on peut écrire sur toutes les surfaces, sauf sur la surface de l'eau.
Si tu passes par la mer, écris avec ton sang, sur l'eau;
pour que celui qui vient après toi sache que
les amoureux (du Créateur), les enivrés et les consumés (par le désir vers Lui) 
sont passés (par là).